# Kyle Snyder

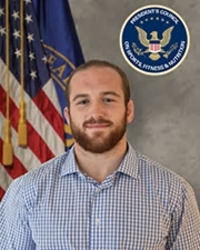
Kyle Snyder

Kyle Frederick Snyder (* 20. November 1995 in Baltimore, Maryland) ist ein US-amerikanischer Ringer. Er wurde 2015 und 2017 Weltmeister und 2016 Olympiasieger im freien Stil im Halbschwergewicht.

## Werdegang
Kyle Snyder begann als Jugendlicher an der High School mit dem Ringen und betätigte sich dort auch im American Football. Sehr bald stellte sich sein außergewöhnliches Talent für das Ringen heraus, so dass er sich auf diese Sportart konzentrierte. Er ringt nur im freien Stil. In den letzten drei Jahren seiner High-School-Zeit gewann Kyle Snyder 179 Kämpfe und blieb dabei ungeschlagen. Kyle Snyder wohnt in Woodbine, Maryland und gehört dem Titan Mercury WC (Wrestling Club) an.
2012 belegte er bei der US-amerikanischen Juniorenmeisterschaft im Halbschwergewicht den 3. Platz. Das war sein erster Medaillengewinn bei einer wichtigen Meisterschaft.
2013 wurde er US-amerikanischer Juniorenmeister und gewann auch das US-amerikanische Auswahlturnier für die Junioren-Weltmeisterschaft im Halbschwergewicht. Bei der Junioren-Weltmeisterschaft, die in Sofia stattfand, wurde er als knapp 18-jähriger Sieger im Halbschwergewicht vor Wiktor Kazischwili, Georgien, Yusup Malachmagomedow, Russland und Satywort Kadian, Indien. Nach diesem Erfolg wurde Kyle Snyder in die US-Nationalmannschaft der Ringer aufgenommen und trainiert seitdem hauptsächlich im United States Olympic Trainings Center in Colorado Springs, wo er auch Mitglied des Sunkist Kids WC wurde. Seine Trainer sind dort Bill Zadick und Zeke Jones.
2014 wurde Kyle Snyder erneut US-amerikanischer Juniorenmeister im Halbschwergewicht und qualifizierte sich auch wieder für die Teilnahme an der Junioren-Weltmeisterschaft, die in Zagreb stattfand. Dort konnte er zwar seinen Titel von 2013 nicht verteidigen, belegte aber hinter Georgi Gogajew, Russland und Yusuf Can Zeybek aus der Türkei den 3. Platz. Er war damit der erste US-amerikanische Ringer, der bei einer Junioren-Weltmeisterschaft zwei Medaillen gewann.
Im März 2015 belegte Kyle Snyder bei den NCAA-Championships (US-amerikanische Studentenmeisterschaft), für die Ohio State University startend, im Halbschwergewicht hinter Kyven Gadson den 2. Platz. Danach ging es "Schlag auf Schlag" und Kyle Snyder buchte einen Erfolg nach dem anderen. Er wurde zunächst US-amerikanischer Meister im Halbschwergewicht, wobei er im Finale den Olympiasieger von 2012 Jake Varner besiegte. Dann qualifizierte er sich bei den US-Trials mit zwei Siegen über Jake Varner für die Teilnahme an der Weltmeisterschaft. Vor der Weltmeisterschaft siegte er noch in Toronto bei den Panamerikanischen Spielen vor Arjun Gill, Kanada, Jose Diaz, Venezuela und Jesse Ruiz, Mexiko.
Den bisher größten Erfolg in seiner noch jungen Laufbahn erzielte er dann im September 2015 bei der Weltmeisterschaft in Las Vegas. Er besiegte dort im Halbschwergewicht Pawlo Oleinik, Ukraine, Radoslaw Baran, Polen, Jose Diaz, Abbas Tahan, Iran und im Endkampf auch den hohen Favoriten Abdussalam Gadissow aus Russland. Im Kampf gegen Gadissow führte dieser bis 23 Sekunden vor Schluss gegen Snyder mit 4:3 Punkten.
Kyle Snyder gelang dann jedoch eine Zweierwertung und führte nunmehr mit 5:4. Abdussalam Gadissow konnte bis zum Ende des Kampfes dann nur mehr eine Einserwertung erzielen, so dass Kyle Snyder beim Stande von 5:5 aufgrund der höheren letzten Wertung (2:1) neuer Weltmeister wurde. Mit 19 Jahren ist er dabei der jüngste US-amerikanische Ringer, der jemals Weltmeister wurde.
Im Januar 2016 startete Kyle Snyder beim "Iwan-Yarigin"-Grand-Prix in Krasnojarsk. Er unterlag dort im Halbfinale gegen Ansor Boltukajew aus Russland nach Punkten (0:3). Er sicherte sich aber mit einem klaren Punktsieg über Zainula Kurbanow aus Russland (8:2) eine Bronzemedaille. Bei diesem Turnier startete auch Olympiasieger Jake Varner, der im Finale gegen Ansor Boltukajew unterlag. Bei der US-amerikanischen Olympiaausscheidung siegte er vor ebendiesem Jake Varner.
Beim olympischen Turnier in Rio de Janeiro gewann er am 21. August 2016 schließlich mit Siegen über Javier Cortina Lacerre, Kuba, den für Rumänien startenden Russen Albert Saritow, Elisbar Odikadse aus Georgien und im Finale über den Routinier Chetag Gasjumow aus Aserbaidschan die Goldmedaille. Mit einem Alter von 20 Jahren war er dabei einer der jüngsten Olympiasieger im Ringen.
2017 wurde Kyle Snyder in Paris erneut Weltmeister in der Gewichtsklasse bis 97 kg. Im Finale bezwang er dabei den anderen Jungstar, den Russen Abdulraschid Sadulajew, den Olympiasieger von 2016 in der Gewichtsklasse bis 86 kg Körpergewicht, der in seine Gewichtsklasse aufgerückt war, knapp nach Punkten.
Bei der Weltmeisterschaft 2018 in Budapest ließ sich Kyle Snyder im Finale von Abdulraschid Sadulajew überraschen und nach 1:15 Minuten schultern. Er musste deshalb mit der Silbermedaille zufrieden sein.
Im April 2019 wurde Kyle Snyder in Buenos Aires panamerikanischer Meister und im August 2019 in Lima auch Sieger bei den panamerikanischen Spielen in Lima, jeweils in der Gewichtsklasse bis 97 kg Körpergewicht. Bei der Weltmeisterschaft 2019 in Nur-Sultan kam Kyle Snyder zu Siegen über Mausam Chatri, Indien und Magomed Ibragimow, Usbekistan, verlor aber dann etwas überraschend gegen Scharif Scharifow, sicherte sich aber mit einem Sieg über Elisbar Odikadse aus Georgien noch eine Bronzemedaille. Zu einem Duell mit Abdulraschid Sadulajew, der im Endkampf Sieger über Scharif Scharifow wurde, kam es bei dieser Weltmeisterschaft nicht.
Im Januar 2020 verlor Kyle Snyder beim "Matteio-Pellicone"-Ranglisten-Turnier in Rom gegen Mohammad Hossein Askari Mohammadian aus dem Iran und belegte nur einen der dritten Plätze. Bei der Panamerikanischen Meisterschaft im März 2020 gewann er jedoch mit überlegenen Siegen über  Luis Miguel Peres Sosa, Dominikanische Republik, Evan Amador Ramos, Puerto Rico, Jose Daniel Diaz Robertti, Venezuela und Reineris Salas Perez, Kuba, den Titel.

## Auszeichnungen
- 2017 USOC Athlete of the Year

## Internationale Erfolge
| Jahr | Platz | Wettbewerb                                                      | Gewichtsklasse | Ergebnisse |
| 2013 | 1.    | Junioren-Weltmeisterschaft in Sofia                             | Halbschwer     | vor Wiktor Kazischwili, Georgien, Yusup Malachmagomedow, Russland und Satywort Kadian, Indien |
| 2013 | 3.    | "Henry-Deglane"-Challenge in Nizza                              | Halbschwer     | hinter Leon Rattigan, Großbritannien und Vlad Caras, Rumänien |
| 2014 | 3.    | Junioren-Weltmeisterschaft in Zagreb                            | Halbschwer     | hinter Georgi Gogajew, Russland und Yusuf Can Zeybek, Türkei |
| 2015 | 1.    | Panamerikanische Spiele in Toronto                              | Halbschwer     | vor Arjun Gill, Kanada, Jose Diaz, Venezuela und Jesse Ruiz, Mexiko |
| 2015 | 1.    | WM in Las Vegas                                                 | Halbschwer     | nach Siegen über Pawlo Oleinik, Ukraine, Radoslaw Baran, Polen, Jose Diaz, Abbas Tahan, Iran und Abdussalam Gadissow, Russland                                                                                    |
| 2015 | 1.    | Brazil Cup in Rio den Janeiro                                   | Halbschwer     | vor Paulo Victor und Kato Robson, beide Brasilien |
| 2016 | 3.    | "Iwan-Yarigin"-Grand-Prix in Krasnojarsk                        | Halbschwer     | hinter Ansor Boltukajew, Russland und Jake Varner, USA, gemeinsam mit Adlan Ibragimow, Russland |
| 2016 | 3.    | "Alexander-Medwed"-Preis in Minsk                               | Halbschwer     | hinter Chadschimurad Gazalow, Russland und Iwan Jankowski, Weißrussland |
| 2016 | 3.    | Großer Preis von Deutschland in Dortmund                        | Halbschwer     | hinter Chetag Gasjumow, Aserbaidschan und Radoslaw Baran, Polen |
| 2016 | Gold  | OS in Rio de Janeiro                                            | bis 97 kg      | nach Siegen über Javier Cortina Lacerre, Kuba, Albert Saritow, Rumänien, Elisbar Odikadse, Georgien und Chetag Gasjumow, Aserbaidschan                                                                            |
| 2017 | 1.    | Panamerikanische Meisterschaften in Lauro de Freitas, Brasilien | bis 97 kg      | vor Luis Miguel Perez Sosa, Dom. Rep., Andres Ramos Dinza, Kuba und Nishan Randhawa, Kanada |
| 2017 | 1.    | Großer Preis von Spanien in Madrid                              | bis 97 kg      | vor Martin Erasmus, Südafrika, Hossein Shahbizagazvar, Iran und Ragnar Kaasik, Estland |
| 2017 | 1.    | WM in Paris                                                     | bis 97 kg      | nach Siegen über Mamed Ibragimow, Kasachstan, Naoya Akaguma, Japan, Aslanbek Alborow, Aserbaidschan und Abdulraschid Sadulajew, Russland                                                                          |
| 2018 | 1.    | "Iwan-Yarigin"-Grand-Prix in Krasnojarsk                        | bis 97 kg      | vor Rasul Magomedow, Wladislaw Baizajew und Magomed Ibragimow, alle Russland |
| 2018 | 3.    | "Yasar-Dogu"-Memorial in Istanbul                               | bis 97 kg      | hinter Aslanbek Alborow, Aserbaidschan und Mojtaba Goleij, Iran |
| 2018 | 2.    | WM in Budapest                                                  | bis 97 kg      | nach Siegen über Batsul Ulzisaichan, Mongolei, Nathaniel Tuifao Tuamoheoloa, American Samoa, Abraham de Jesus Conyedo Ruane, Italien und Pawlo Oleinik, Ukraine und einer Niederlage gegen Abdulraschid Sadulajew |
| 2019 | 9.    | "Iwan-Yarigin"-Grand-Prix in Krasnojarsk                        | bis 97 kg      | nach einer Niederlage gegen Rasul Magomedow |
| 2019 | 1.    | "Dan-Kolow" & "Nikola-Petrow"-Memorial in Russe                 | bis 97 kg      | vor Waleri Andriizew, Ukraine, Murasi Mchelidse, Ukraine und Reza Yazdani, Iran |
| 2019 | 1.    | Panamerikanische Meisterschaft in Buenos Aires                  | bis 97 kg      | nach Siegen über Evan Amadour Ramos, Puerto Rico, Jordan Steen, Kanada und Reineris Salas Perez, Kuba |
| 2019 | 1.    | Panamerikanische Spiele in Lima                                 | bis 97 kg      | nach Siegen über Evon Amadour Ramos, Reineris Salas Perez und Jose Diaz Roberti, Venezuela |
| 2019 | 3.    | WM in Nur-Sultan                                                | bis 97 kg      | nach Siegen über Mausam Chatri, Indien und Magomed Ibragimow, Usbekistan, einer Niederlage gegen Scharif Scharifow, Usbekistan und einem Sieg über Elisbar Odikadse                                               |
| 2019 | 1.    | "Bill-Farrell"-Memorial International in New York               | bis 97 kg      | vor Michael Macchiavello, Hayden Zillmer und Ty Walz, alle USA |
| 2019 | 1.    | Alanien-Turnier in Wladikawkas                                  | bis 97 kg      | vor Wladyslaw Baizajew, Elisbar Odikadse und Alexander Huschtin, Weißrussland |
| 2020 | 3.    | "Matteo-Pellicone"-Ranglisten-Turnier in Rom                    | bis 97 kg      | hinter Mohammad Hossein Askari Mohammadian, Iran und Alexander Huschtin |
| 2020 | 1.    | Panamerikanische Spiele in Ottawa                               | bis 97 kg      | nach Siegen über Luis Miguel Perez Sosa, Dominikanische Republik, Evan Amador Ramos, Puerto Rico, Jose Daniel Diaz Rpobertti, Venezuela und Reineris Salas Perez, Kuba                                            |

## Nationale Erfolge
| Jahr | Platz | Wettbewerb        | Ergebnisse |                                                 |
| 2015 | 1.    | WM-Trials         | bis 97 kg  | vor Jake Varner                                 |
| 2016 | 1.    | US-Olympia-Trials | bis 97 kg  | vor Jake Varner, Dustin Kilgore und Micah Burak |
| 2017 | 1.    | WM-Trials         | bis 97 kg  | vor Kyven Gadson                                |
| 2018 | 1.    | WM-Trials         | bis 97 kg  | vor Kyven Gadson                                |
| 2019 | 1.    | WM-Trials         | bis 97 kg  | vor Kyven Gadson                                |

Erläuterungen
- alle Wettkämpfe im freien Stil
- OS = Olympische Spiele, WM = Weltmeisterschaften
- Halbschwergewicht, Gewichtsklasse bis 2014 bis 96 kg, seit 2015 bis 97 kg Körpergewicht
- Trials = Ausscheidung